# Паметник на Васил Левски (Сиенфуегос)
Паметникът на Васил Левски в Сиенфуегос в Куба е първият паметник на Апостола в чужбина.

## История
През лятото на 1980 г. българите, работещи в изграждането на едно от 19-те предприятия, изградени изцяло от български специалисти в Куба – завода за поливна техника „Васил Левски“ в град Сиенфуегос, решават да поставят бюст на Апостола в двора на завода. Техните доводи са, че дори в случай фабриката е преименувана, паметникът да остане да напомня за първия ѝ патрон.
В писмо до тогавашния министър на културата Людмила Живкова, те молят да им бъде изпратена от България скулптура на Апостола. Докато чакат отговора, българските строители започват да изграждат висок три метра постамент на бъдещия мемориал. Първата копка е направена през септември 1980 г. На тържеството присъстват много журналисти и кубинският директор на завода Марио Гонсалес Санчес.
Поради това че няма отговор от София, един от инженерите в предприятието Тодор Кузманов се заема със задачата за изграждане на паметника. Той отива в библиотеката на българската търговска мисия в Хавана, откъдето се снабдява с литература за личността и дейността на Левски. Там намира снимки на Дякона. В Сиенфуегос той се среща с двама млади скулптори - Феликс Мадригал Ечемендия и Хуан Гарсия Крус, които преподават в местното училище за изящни изкуства и само няколко месеца преди това са завършили внушителен монумент на кубинския национален герой Мануел де Сеспедес. Te се съгласяват да помогнат напълно безвъзмездно. Те създават проект за бюст на Дякона, който да бъде ситуиран така, че да гледа в посока на родния му град Карлово. Отделно предвиждат върху мемориала да бъде поставен и барелеф с лъвска глава.
В изработване на различни елементи от монумента са използвани материали от голям съветски машинен комбинат в град Санта Клара, от местното рибарско дружество, от градския профсъюз и Художествената академия в Хавана. В края на август 1981 г. започва сглобяването на отделните части. Абицията на Кузманов и колегите му са да открият бюста на тогавашния национален празник – 9 септември. На 2 септември инж. Кузманов е уведомен от посланик Бойко Димитров, че в посолството в Хавана е пристигнала поисканата от Людмила Живкова скулптура. Тя обаче се оказва висока само 30 см. Междувременно през лятото Людмила Живкова е починала. Инженер Кузманов настоява паметникът да бъде завършен по кубинския проект, а подаръкът от България да бъде монтиран във фоайето на предприятието.
Паметникът е завършени ударно за седем дни. Най-самоотвержени са пловдивчанинът Любо Матрика, който денонощно се труди за напасването на отделните отливки, и кранистът Серафим Еленков от Берковица, който прецизно сглобява частите върху прясно полирания постамент. Така работниците от завод „Васил Левски“ успяват точно на 9 септември 1981 г., в присъствието на взвод български моряци да открият паметника на Апостола. В неговия фундамент е вградена капсула от неръждаема стомана с послание към бъдните поколения, а върху покривната плоча е гравиран надпис: „Да се отвори през 2037 г. на рождения ден на Васил Левски“.
След политическите промени в България, заводът за поливна техника е преименуван на Plasmec, но паметникът на Васил Левски продължава да се издига в двора на предприятието.